# Meliorativ
Meliorativ este un termen care este format după modelul cuvântului peiorativ. Termenul meiorativ califică orice vocabular care dă o conotație valorizantă, laudativă, favorizantă a realității pe care o desemnează și scoate în evidență astfel judecata de valoare a celui care o folosește. Un termen meliorativ traduce voința de apreciere a subiectului desemnat. Un cuvânt meliorativ (sau o expresie meliorativă) prezintă într-o lumină favorabilă un obiect, o persoană, o situație etc.

## Etimologie
Termenul românesc meliorativ este împrumutat din limba franceză: mélioratif, care provine, la rândul său, din limba latină: meliorare, iar acesta provine din mĕlior, comparativ al lui bŏnus, bŏna, bŏnum, „bun, bună”.

## Meliorative
- Termenii cu denotație pozitivă (exemple: frumos, drept, eminent, geniu);
- Termenii cu conotație pozitivă (exemplu: culoarea roșie poate să conoteze pasiunea, într-un context de dragoste);
- Orice expresie laudativă (exemple: a vorbi despre o „adevărată minune”, pentru a califica un obiect sau o persoană. „La vremea sa (1890), podul lui Anghel Saligny de la Cernavodă a fost o minune a tehnicii”).

## Antonimie
- Cuvântul meliorativ este antonimul cuvântului peiorativ.